# Elko Krisantem
Elko Krisantem is de protagonist uit de spionagereeks S.A.S. van de Franse auteur Gérard de Villiers. Hij is de trouwe Turkse dienaar van Zijne Doorluchtige Hoogheid prins en freelance CIA-agent Malko Linge.

## Ontstaan
In deel een van de S.A.S.-reeks SAS in Istanboel (1965) stuurt de CIA Linge voor een opdracht naar Istanboel. In de kustwateren van Turkije is een Amerikaanse onderzeeboot verdwenen en de CIA vermoedt dat de Sovjet-Unie hiermee te maken heeft. Het verhaal speelt zich af tegen de achtergrond van de Koude Oorlog, die destijds op zijn hoogtepunt was; de Verenigde Staten en de Sovjet-Unie stonden lijnrecht tegenover elkaar.
Linge huurt Krisantem in als chauffeur, maar weet niet dat die werkt als huurmoordenaar voor een Turkse misdaadbende die van de KGB opdracht kreeg hem te elimineren.

## Persoon
Hoewel Krisantem liefst een wurgkoord ter hand neemt, gebruikt hij soms een pistool. Bij voorkeur een Astra Parabellum. Krisantem vocht in de Koreaanse Oorlog en redde daar het leven van een huursoldaat met als bijnaam "de non", die hem hiervoor nog steeds dankbaar is. Terugdenkend aan die gebeurtenis besluit Krisantem het leven van Linge te redden als deze door dezelfde huurmoordenaar wordt bedreigd.